# Michaël Llodra
Michaël Llodra (Parijs, 18 mei 1980) is een Franse voormalige tennisser die vanaf 1999 tot en met 2014 op professioneel niveau speelde. Hij is, in tegenstelling tot zijn meeste collega's, linkshandig, en dat maakte hem voor velen tot een moeilijk te bespelen tegenstander.
Llodra's vader, Michel, speelde profvoetbal bij PSG. Zijn zoon leek in zijn voetsporen te treden, maar koos uiteindelijk toch voor tennis toen bleek dat hij in die balsport succesvoller was. Llodra werd bijgestaan door oud-tennisprof en landgenoot Guillaume Raoux, en won in juli 2004 voor het eerst op het hoogste niveau op het tennistoernooi van Rosmalen. Hij was daar op het gras in twee sets te sterk voor de Argentijn Guillermo Coria: 6-3 en 6-4.
Hij won in januari 2008 zijn tweede toernooi door in de finale van het ATP-toernooi van Adelaide de Fin Jarkko Nieminen te verslaan.
Uiteindelijk zou hij in zijn carrière als enkelspeler tien finales spelen, en de helft ervan, vijf dus, winnen.
In het dubbelspel was Llodra nog beter, met een derde plaats als hoogste positie en 26 toernooizeges: drie titels op grandslamniveau en 23 op andere ATP-toernooien uit 48 gespeelde finales.

## Prestatietabel
| Legenda | Legenda                          |
| ------- | -------------------------------- |
| g.t.    | geen toernooi gehouden           |
| l.c.    | lagere categorie                 |
| –       | niet deelgenomen                 |
| G       | uitgeschakeld in de groepsfase   |
| 1R      | uitgeschakeld in de eerste ronde |
| 2R      | uitgeschakeld in de tweede ronde |
| 3R      | uitgeschakeld in de derde ronde  |
| 4R      | uitgeschakeld in de vierde ronde |
| KF      | uitgeschakeld in de kwartfinale  |
| HF      | uitgeschakeld in de halve finale |
| F       | de finale verloren               |
| W       | het toernooi gewonnen            |
| w-v     | winst/verlies-balans             |

### Prestatietabel grand slam, enkelspel
| Toernooi        | 2000 | 2001 | 2002 | 2003 | 2004 | 2005 | 2006 | 2007 | 2008 | 2009 | 2010 | 2011 | 2012 | 2013 | 2014 |
| --------------- | ---- | ---- | ---- | ---- | ---- | ---- | ---- | ---- | ---- | ---- | ---- | ---- | ---- | ---- | ---- |
| Australian Open | 2R   | –    | 1R   | 1R   | –    | 1R   | 1R   | 1R   | 1R   | 1R   | 2R   | 2R   | 3R   | 1R   | 1R   |
| Roland Garros   | 1R   | 1R   | 1R   | 1R   | 4R   | 1R   | 1R   | 3R   | 4R   | 1R   | 1R   | 1R   | 2R   | 2R   | 1R   |
| Wimbledon       | 2R   | 1R   | 1R   | 2R   | 1R   | 1R   | –    | 2R   | 1R   | 2R   | 2R   | 4R   | 1R   | 2R   | –    |
| US Open         | –    | –    | 2R   | –    | 4R   | 1R   | –    | 2R   | 2R   | 1R   | 3R   | 2R   | 1R   | 1R   | 2R   |

### Prestatietabel grand slam, dubbelspel
| Toernooi        | 1999 | 2000 | 2001 | 2002 | 2003 | 2004 | 2005 | 2006 | 2007 | 2008 | 2009 | 2010 | 2011 | 2012 | 2013 | 2014 |
| --------------- | ---- | ---- | ---- | ---- | ---- | ---- | ---- | ---- | ---- | ---- | ---- | ---- | ---- | ---- | ---- | ---- |
| Australian Open | –    | –    | 1R   | F    | W    | W    | KF   | 2R   | 1R   | F    | –    | 1R   | KF   | 3R   | 1R   | HF   |
| Roland Garros   | 2R   | 1R   | KF   | 2R   | 3R   | F    | 2R   | 3R   | 3R   | 1R   | 1R   | 3R   | HF   | KF   | F    | 3R   |
| Wimbledon       | –    | 2R   | 3R   | 1R   | 3R   | –    | KF   | –    | W    | –    | –    | KF   | HF   | 3R   | 2R   | HF   |
| US Open         | –    | 1R   | 1R   | 2R   | HF   | 2R   | 1R   | KF   | 2R   | 1R   | KF   | 2R   | 3R   | 1R   | 3R   | 2R   |

## Websites
- (en)  Profiel van Michaël Llodra op de website van de ATP
- (en) Profiel van Michaël Llodra op de website van de ITF
- (en)  Profiel van Michaël Llodra in de Davis Cup
- (en)  Profiel van Michaël Llodra op sports-reference.com (gearchiveerd)
- (en)  Profiel van Michaël Llodra op olympedia.org
- (en)  Profiel van Michaël Llodra op de website van Wimbledon

- Bibliothèque nationale de France: cb17028724d (data)
- Gemeinsame Normdatei: 1155784146
- International Standard Name Identifier: 0000 0004 5583 183X
- Système universitaire de documentation: 190581735
- Virtual International Authority File: 277145542624296640695
- WorldCat: E39PBJqBkgXdTfBPXxdVgyyTpP